# Pedro Afonso de Bragança
Pedro Afonso de Bragança (Rio de Janeiro, 19 de julho de 1848 – Santa Cruz, 9 de janeiro de 1850) foi o Príncipe Imperial e herdeiro aparente do Império do Brasil de seu nascimento até sua morte prematura, sendo o quarto e último filho do imperador Pedro II do Brasil e da imperatriz consorte Teresa Cristina das Duas Sicílias e, portanto, membro do ramo brasileiro da Casa de Bragança. Dom Pedro Afonso foi visto como vital para a viabilidade futura da monarquia, que havia sido posta em perigo pela morte de seu irmão mais velho, Afonso, ocorrida um ano antes de seu nascimento.
A morte prematura de Dom Pedro Afonso em consequência de uma febre com apenas um ano de idade arrasou o Imperador, e o casal imperial não teve mais filhos. Após a fatalidade, as dúvidas sobre o futuro do sistema monárquico cresceram na mente de Dom Pedro II. Este ainda tinha uma herdeira em sua filha Isabel, mas ele não estava convencido de que uma mulher viria a ser uma sucessão plenamente aceita pela classe política e pela opinião pública. Ele excluía deliberadamente Isabel da participação nos negócios e decisões de governo, e nem ela nem sua irmã Leopoldina foram preparadas para governar sobre a nação. Sem filhos homens sobreviventes, o monarca passou cada vez mais a enxergar o sistema monárquico como inexoravelmente preso a ele próprio, e que este não sobreviveria à sua morte.

## Biografia

### Nascimento e infância
Pedro nasceu às 8h da manhã de 19 de julho de 1848, no Palácio de São Cristóvão, na cidade do Rio de Janeiro, na época a capital do Brasil. Através de seu pai, o imperador Dom Pedro II do Brasil, era membro do ramo brasileiro da Casa de Bragança, tendo recebido o prefixo honorífico de Dom desde o nascimento. Afonso era neto do imperador Dom Pedro I do Brasil e da Arquiduquesa Maria Leopoldina da Áustria, sobrinho da rainha Dona Maria II de Portugal. Através de sua mãe, a princesa Teresa Cristina das Duas Sicílias, ele era neto de Francisco I e sobrinho de Fernando II, ambos reis das Duas Sicílias.
Após o nascimento, Dom Pedro II recebeu congratulações oficiais numa recepção realizada mais tarde no mesmo dia, a qual de acordo com um contemporâneo foi o evento "mais esplêndido e com maior presença" desde que o Imperador teve sua maioridade declarada em 1840. A notícia do nascimento de um herdeiro varão foi recebida com alegria entre os brasileiros, que realizaram celebrações incluindo foguetes e salvas de tiros. As ruas da cidade foram iluminadas por dias após o nascimento, e um baile suntuoso foi realizado na Corte. O principal motivo de tamanho júbilo foi o fato de Pedro ser um herdeiro do sexo masculino, algo considerado imprescindível para a continuação do Império, ainda que a Constituição de 1824 permitisse uma sucessão feminina. O escritor Manuel de Araújo Porto-Alegre (mais tarde Barão de Santo Ângelo) considerou o nascimento de Pedro um "triunfo" que havia assegurado a sucessão.
O herdeiro do trono brasileiro foi batizado em 4 de outubro de 1848. A cerimônia foi realizada em privado na Capela Imperial, seguida por celebrações públicas. Os padrinhos foram o imperador Fernando I da Áustria e a rainha consorte Dona Estefânia de Portugal, representados por Pedro de Araújo Lima, Visconde de Olinda (depois Marquês de Olinda) e pela Condessa de Belmonte.

### Morte prematura

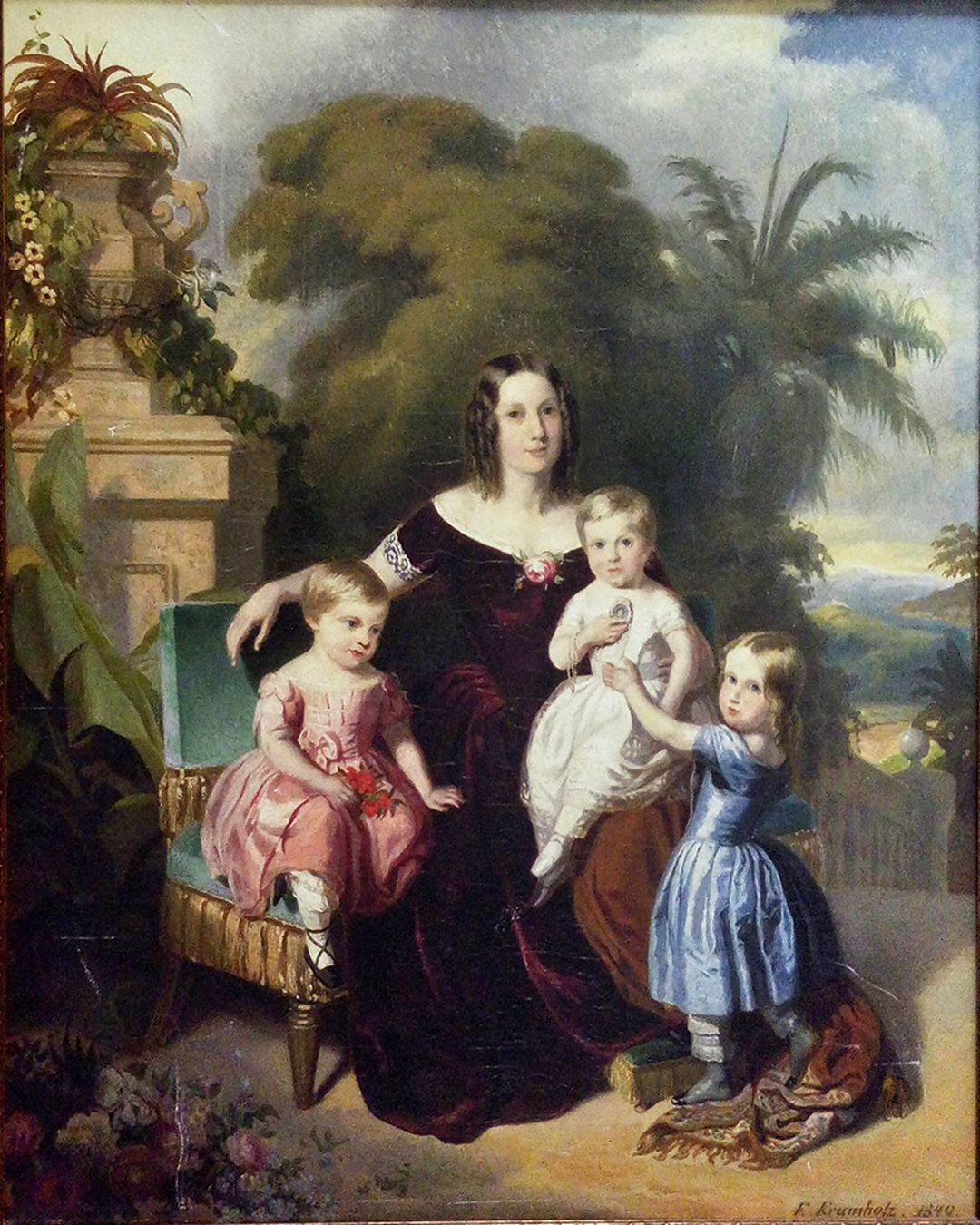
A imperatriz do Brasil, Teresa Cristina e seus três filhos pequenos (Isabel, Leopoldina e Pedro) em passeio ao parque de São Cristo, no Rio de Janeiro.

Em 1847 e nos dois anos seguintes, Dom Pedro II e sua família passaram o verão em Petrópolis. A inovação contrariou os membros da Corte, que "rejeitavam qualquer mudança que lhes ameaçasse o estilo de vida e os interesses". Sujeitando-se à tradição, em 1849 o Imperador concordou em voltar a passar o verão na Fazenda Imperial de Santa Cruz, uma propriedade rural que pertencia aos Braganças há gerações. Durante a estadia da família imperial na propriedade, Pedro e sua irmã Isabel foram atingidos por uma febre. A princesa superou a crise, mas o príncipe imperial morreu de convulsões às 4h20min de 9 de janeiro. Contemporâneos argumentaram que a fatalidade poderia ter sido uma consequência de encefalite ou mesmo de uma doença congênita.
Dom Pedro II ficou arrasado, como atesta o trecho da sua carta a Joaquim Teixeira de Macedo, cortesão responsável por Santa Cruz: "foi o golpe o mais fatal que poderia receber, e decerto a ele não resistiria se não me ficassem ainda mulher e duas crianças". O imperador escreveu a seu cunhado Dom Fernando II, rei-consorte de Portugal: "No momento em que você recebe isso, você vai certamente ter tomado conhecimento da grave perda tenho sofrido ... Deus que me fez passar embora tão difícil um teste, vai em sua misericórdia me dê motivos para consolar as minhas dores".
Um grande funeral foi realizado em memória ao príncipe imperial dois dias depois de sua morte. As ruas ficaram repletas de pessoas comuns que entristeceram-se com a morte prematura do herdeiro. Também notável foi o evento no qual os turistas pagaram para terem o privilégio de assistir à procissão fúnebre de um hotel no centro do Rio de Janeiro. Pedro foi sepultado em um mausoléu no Convento de Santo Antônio.

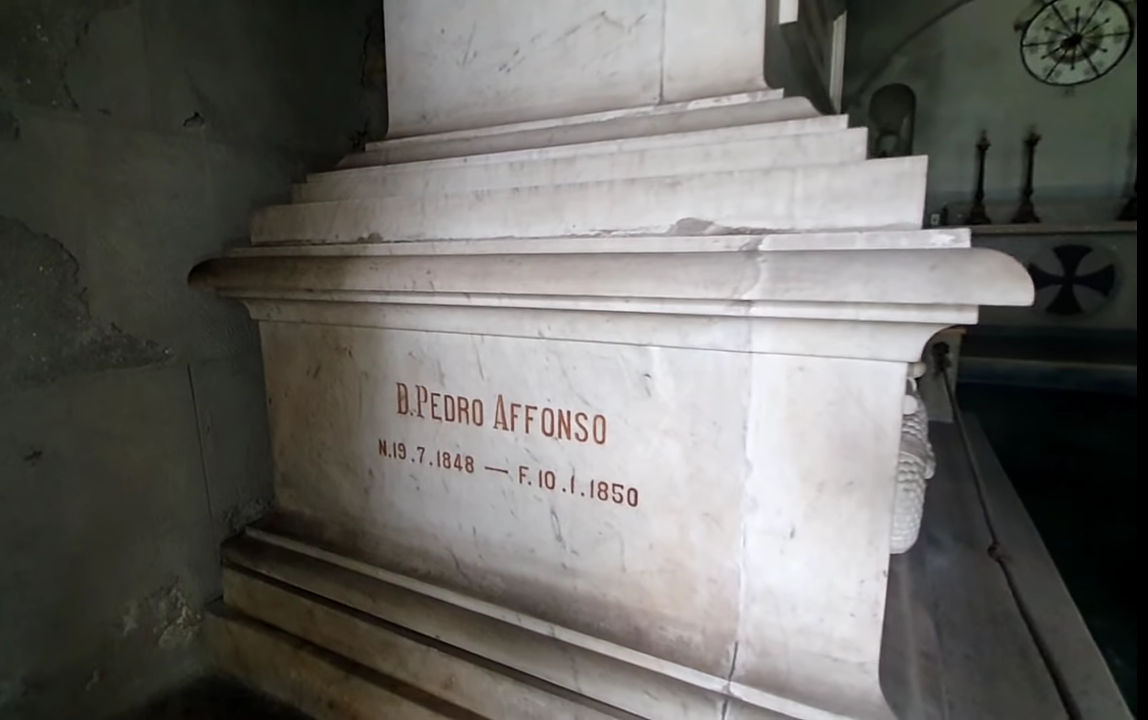
Túmulo de D. Pedro Afonso no mausoléu do Convento de Santo Antônio.

Honório Hermeto Carneiro Leão (mais tarde Marquês do Paraná), um dos principais líderes políticos do Império e que na época servia como presidente da província de Pernambuco, sumarizou a visão prevalente entre a elite dominante do Brasil acerca da sucessão do trono em discurso à Assembleia Provincial: "É dever doloroso o de informar-vos do falecimento do Príncipe Imperial D. Pedro, ocorrido em 10 de janeiro do corrente ano. Pela segunda vez perdemos um herdeiro presuntivo da coroa". O futuro marquês prossegue: "Sirva-nos de consolação e certeza da boa saúde de Sua Majestade, o Imperador e de sua augusta esposa. Ambos na flor dos anos, e cheios de vida, prometem ainda numerosos frutos do seu tálamo, e à coroa uma sucessão masculina, tal como a consolidação de nossas ainda recentes instituições, e o espírito agitado do século exigem".
Porém, ao contrário do que previa-se, Dom Pedro II e Dona Teresa Cristina não tiveram mais filhos. As razões para isso são ignoradas, embora alguns acadêmicos creiam que o casal imperial nunca mais tenha voltado a ter relações sexuais. O imperador ficou arrasado com a morte de Pedro, e nunca foi capaz de lidar totalmente com ela. Segundo o historiador Roderick J. Barman, o imperador ficou "profundamente abalado, emocional e intelectualmente". 

## Legado

Princesa Isabel presta juramento perante o Senado do Brasil como Regente do Império (Victor Meirelles, 1875). As mortes dos dois filhos de Pedro II soaram como um presságio do fim da monarquia, já que este tinha pouca confiança na possibilidade de uma mulher governar o país.

A morte precoce do príncipe (ocorrida três anos após a morte de seu irmão mais velho, Afonso Pedro) teve um enorme impacto sobre Dom Pedro II: em um nível pessoal, como pai, e no Império. Na visão dele, as mortes de seus filhos apenas pareciam pressagiar o fim do sistema monárquico. Apesar de sua afeição por suas filhas, ele não acreditava que a princesa Isabel, sua herdeira legal, teria qualquer chance real de prosperar no trono. Ele acreditava que o seu sucessor precisava ser um homem para que a monarquia fosse viável. O monarca passou cada vez mais a enxergar o sistema imperial como inexoravelmente preso a si, que não sobreviveria a sua morte. Isabel e sua irmã receberam uma educação excepcional, apesar de não terem sido preparadas para governar sobre a nação. Pedro II excluía deliberadamente Isabel da participação nos negócios e decisões de governo.
Dom Pedro II foi proclamado apto para assumir suas funções de imperador em 23 de julho de 1840, aos quinze anos de idade, com o Decreto da Maioridade. Ele iniciou seu governo como uma figura que conseguiu manter a unidade de um reino que esteve à beira da desintegração durante o período regencial. Ele rapidamente amadureceu e conduziu o Império com sucesso por várias crises profundas. Na época da morte de Afonso, o país estava entrando em uma era sem precedentes de desenvolvimento, prosperidade e estabilidade econômica. Mesmo com os sucessos políticos do imperador, a falta de um herdeiro do sexo masculino levou-o a perder a motivação para promover o gabinete imperial como uma posição a ser exercida por seus descendentes. Dom Pedro II afastou-se dos laços familiares e pessoais, focando em políticas que promoveram a modernização e o avanço social e, em 15 de novembro de 1889, foi deposto por um golpe de Estado que proclamou a República no Brasil.

## Títulos e honras

### Título e estilo
- 19 de julho de 1848 – 9 de janeiro de 1850: Sua Alteza Imperial, o Príncipe Imperial[34]

### Honrarias
- Comendador-mor da Imperial Ordem de São Bento de Avis[35]
- Comendador-mor da Imperial Ordem de Sant'Iago da Espada[35]
- Comendador-mor da Ordem de Cristo[35]
- Grão-Cruz da Imperial Ordem de Pedro Primeiro[35]
- Grão-cruz e Grande Dignário da Imperial Ordem da Rosa[35]